# Bromoaceton
Bromoaceton – organiczny związek chemiczny, stosowany jako drażniący bojowy środek trujący z grupy lakrymatorów.
Jest cieczą o temperaturze wrzenia (z rozkładem) 409 K (136 °C). Jest mało trwały chemicznie. Polimeryzuje podczas przechowywania. Otrzymywany jest przez bromowanie acetonu.
CH3COCH3 + Br2 → CH3COCH2Br + HBr↑
Stosowany podczas I wojny światowej w mieszaninie z chlorocyjanem i cyjanowodorem. Obecnie jego znaczenie militarne jest znikome.
- Oznaczenia wojskowe: USA i Wielka Brytania – BA, Niemcy – B-Stoff